# Vojtěch Mencl (politik)
Vojtěch Mencl (* 5. srpna 1970) je český politik a urbanista, od listopadu 2018 starosta městské části Brno-střed, dlouholetý zastupitel této městské části, člen ODS.

## Život
Vystudoval architekturu na Fakultě architektury Vysokého učení technického v Brně (získal titul Ing. arch.). Absolvoval stáž na univerzitě v italské Boloni, pracoval v architektonické kanceláři Löw & spol. Zaměřuje se na územní plány, na jižní Moravě je tvořil například pro Břeclav nebo Slavkov u Brna. Na Brně-střed spolupracoval na přípravě řady projektů, třeba při revitalizaci Konečného náměstí či Vaňkova náměstí na Žlutém kopci. Byl členem hodnotící komise pro proměnu Moravského náměstí.
Vojtěch Mencl žije ve městě Brno, konkrétně v části Brno-střed. Jeho otcem je někdejší brněnský primátor a pozdější senátor a poslanec ODS Václav Mencl.

## Politické působení
Je členem ODS, za niž byl v komunálních volbách v roce 2002 zvolen zastupitelem městské části Brno-střed. Ve volbách v roce 2006 mandát obhájil a stal se uvolněným členem zastupitelstva pro územní plán a rozvoj obce. V obou funkcích pokračoval i po volbách v roce 2010. Zastupitelem městské části byl zvolen i ve volbách v roce 2014. Obhajoba se mu zdařila i ve volbách v roce 2018, kdy jako člen ODS vedl kandidátku uskupení "ODS s podporou Svobodných".
Dne 21. listopadu 2018 byl zvolen starostou městské části Brno-střed, zároveň zabezpečuje konkrétní úkoly v samostatné působnosti v oblasti rozvoje městské části a kultury. Koalici uzavřely ODS, hnutí ANO a KDU-ČSL. Ve funkci vystřídal Martina Landu. Ve volbách v roce 2022 obhájil jako člen ODS post zastupitele městské části Brno-střed, a to z pozice lídra kandidátky subjektu „SPOLEČNĚ - ODS a TOP 09“. V listopadu 2022 byl opět zvolen starostou městské části.
V komunálních volbách v roce 2014 (za ODS) a 2018 (za "ODS s podporou Svobodných") kandidoval také do Zastupitelstva města Brna, ale ani jednou neuspěl. Ve volbách v roce 2022 kandiduje jako člen ODS do Zastupitelstva města Brna, a to na kandidátce subjektu „SPOLEČNĚ - ODS a TOP 09“.